# Fontenelle-Montby
Fontenelle-Montby est une commune française située dans le département du Doubs, la région culturelle et historique de Franche-Comté et la région administrative Bourgogne-Franche-Comté.
Les habitants de Fontenelle-Montby sont appelés les Fonteneliens.

## Géographie

### Description

Paysages de la commune
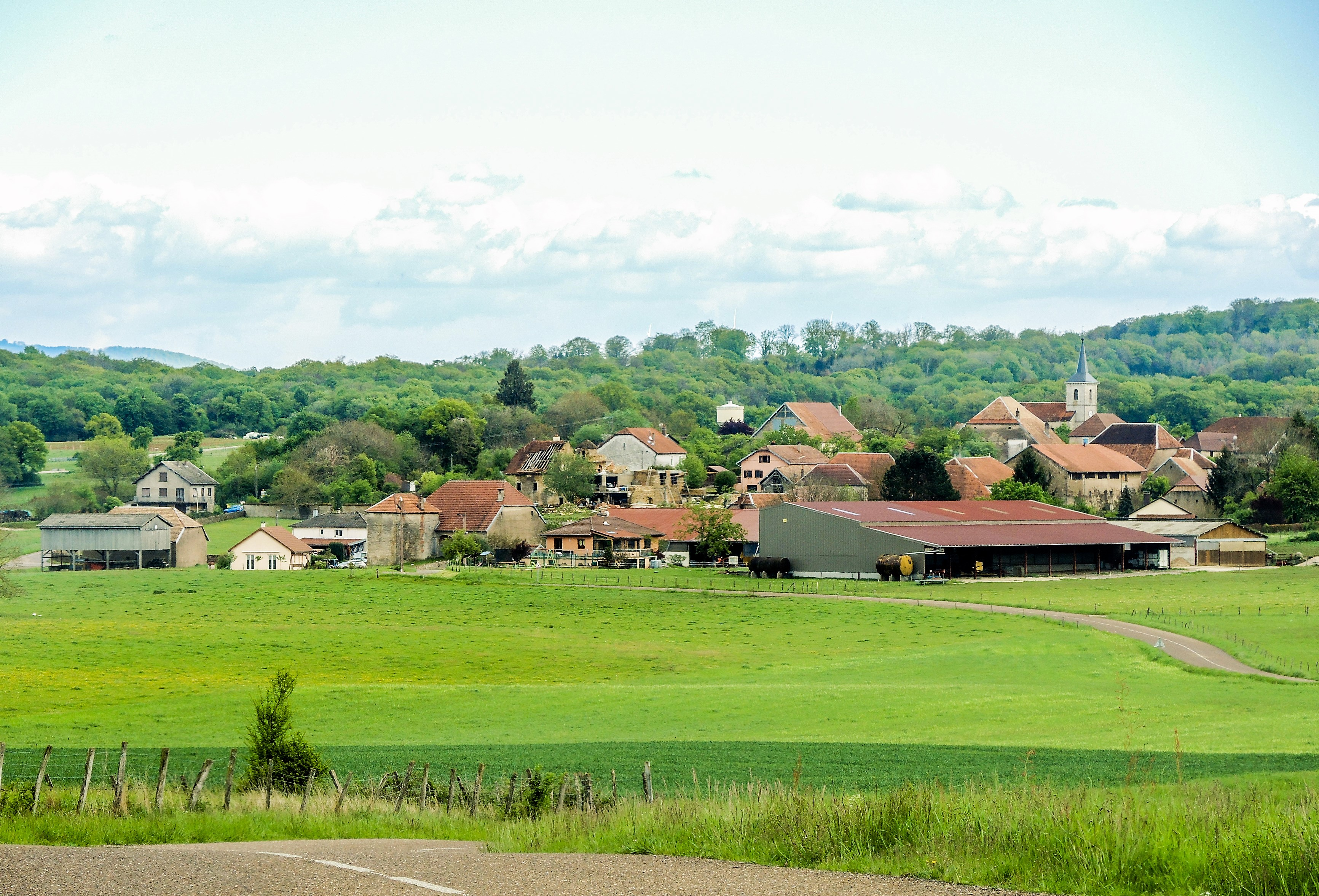
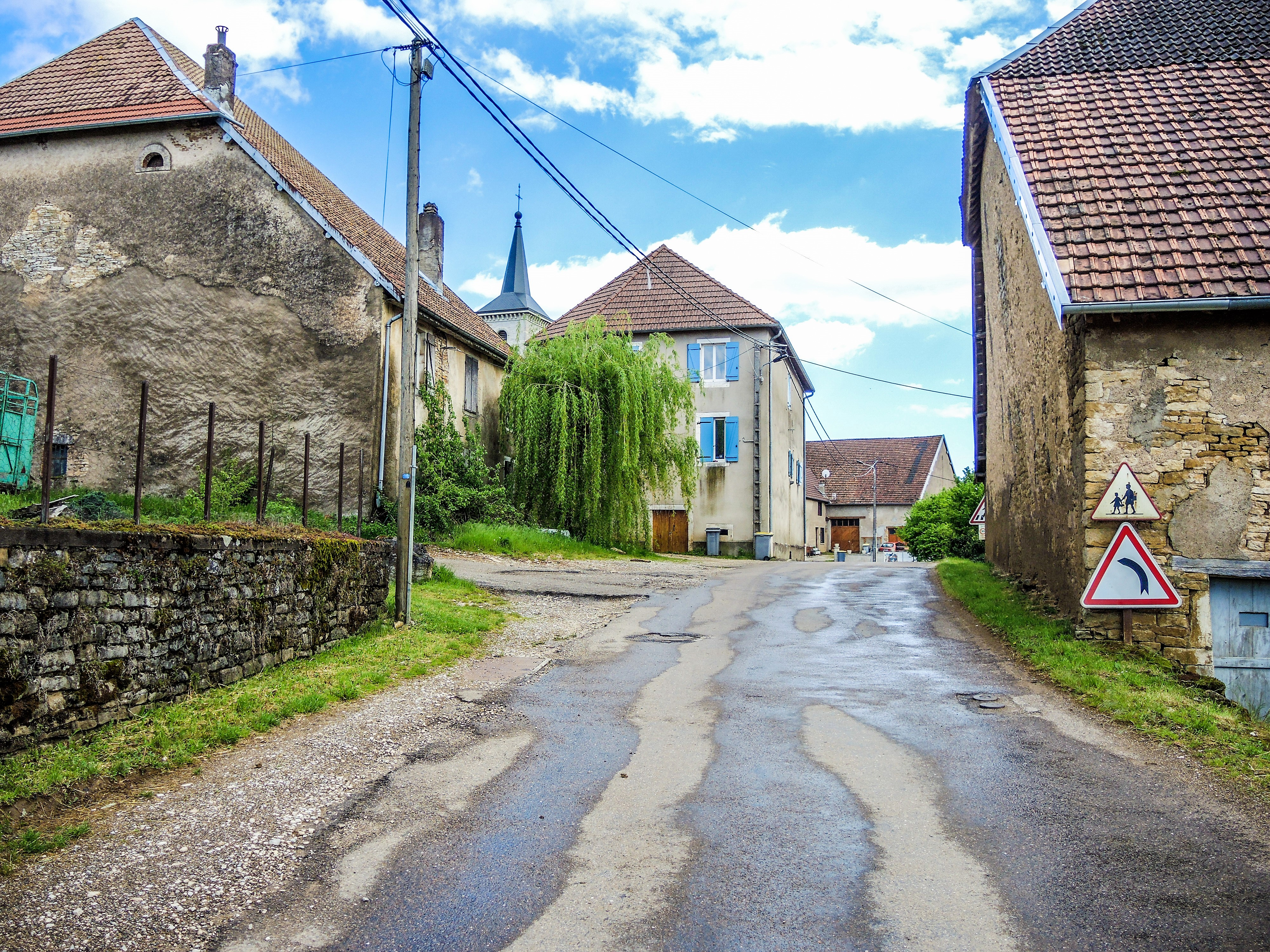

### Climat
Pour des articles plus généraux, voir Climat de la Bourgogne-Franche-Comté et Climat du Doubs.
En 2010, le climat de la commune est de type climat de montagne, selon une étude du Centre national de la recherche scientifique s'appuyant sur une série de données couvrant la période 1971-2000. En 2020, Météo-France publie une typologie des climats de la France métropolitaine dans laquelle la commune est exposée à un climat semi-continental et est dans une zone de transition entre les régions climatiques « Lorraine, plateau de Langres, Morvan » et « Jura ».
Pour la période 1971-2000, la température annuelle moyenne est de 9,6 °C, avec une amplitude thermique annuelle de 16,9 °C. Le cumul annuel moyen de précipitations est de 1 194 mm, avec 12,9 jours de précipitations en janvier et 10,7 jours en juillet. Pour la période 1991-2020, la température moyenne annuelle observée sur la station météorologique de Météo-France la plus proche, « Branne_sapc », sur la commune de Branne à 9 km à vol d'oiseau, est de 11,1 °C et le cumul annuel moyen de précipitations est de 1 127,0 mm. 
La température maximale relevée sur cette station est de 39 °C, atteinte le 7 août 2015 ; la température minimale est de −19,8 °C, atteinte le 20 décembre 2009,,.
Les paramètres climatiques de la commune ont été estimés pour le milieu du siècle (2041-2070) selon différents scénarios d'émission de gaz à effet de serre à partir des nouvelles projections climatiques de référence DRIAS-2020. Ils sont consultables sur un site dédié publié par Météo-France en novembre 2022.

## Urbanisme

### Typologie
Au 1er janvier 2024, Fontenelle-Montby est catégorisée commune rurale à habitat dispersé, selon la nouvelle grille communale de densité à 7 niveaux définie par l'Insee en 2022.
Elle est située hors unité urbaine et hors attraction des villes,.

### Occupation des sols
L'occupation des sols de la commune, telle qu'elle ressort de la base de données européenne d’occupation biophysique des sols Corine Land Cover (CLC), est marquée par l'importance des territoires agricoles (71,3 % en 2018), une proportion sensiblement équivalente à celle de 1990 (71,2 %). La répartition détaillée en 2018 est la suivante : 
zones agricoles hétérogènes (71,3 %), forêts (28,7 %). L'évolution de l’occupation des sols de la commune et de ses infrastructures peut être observée sur les différentes représentations cartographiques du territoire : la carte de Cassini (XVIIIe siècle), la carte d'état-major (1820-1866) et les cartes ou photos aériennes de l'IGN pour la période actuelle (1950 à aujourd'hui).

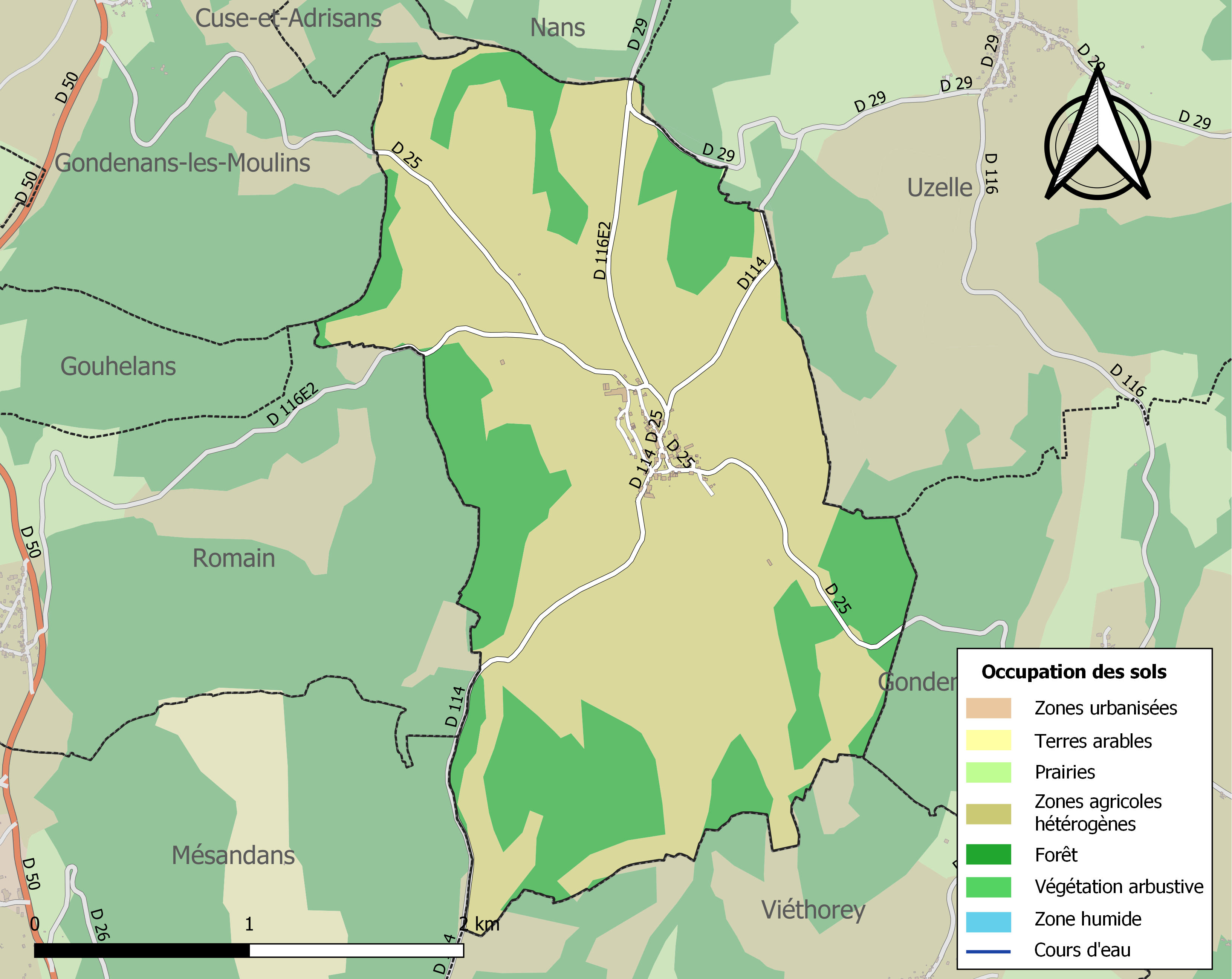
Carte des infrastructures et de l'occupation des sols de la commune en 2018 (CLC).

### Habitat et logement
En 2018, le nombre total de logements dans la commune était de 47, alors qu'il était de 49 en 2013 et de 45 en 2008.
Parmi ces logements, 80,9 % étaient des résidences principales, 6,4 % des résidences secondaires et 12,7 % des logements vacants. Ces logements étaient pour 95,5 % d'entre eux des maisons individuelles et pour 2,2 % des appartements.
Le tableau ci-dessous présente la typologie des logements à Fontenelle-Montby en 2018 en comparaison avec celle du Doubs et de la France entière. Une caractéristique marquante du parc de logements est ainsi une proportion de résidences secondaires et logements occasionnels (6,4 %) supérieure à celle du département (4,3 %) mais inférieure  à celle de la France entière (9,7 %). Concernant le statut d'occupation de ces logements, 94,4 % des habitants de la commune sont propriétaires de leur logement (91,7 % en 2013), contre 59,4 % pour le Doubs et 57,5 % pour la France entière.
| Typologie                                               | Fontenelle-Montby | Doubs | France entière |
| ------------------------------------------------------- | ----------------- | ----- | -------------- |
| Résidences principales (en %)                           | 80,9              | 87,1  | 82,1           |
| Résidences secondaires et logements occasionnels (en %) | 6,4               | 4,3   | 9,7            |
| Logements vacants (en %)                                | 12,7              | 8,5   | 8,2            |

## Toponymie
Fontanella en 1140 ; Fontenellis en 1178 ; Fontenelles devant Monbys en 1301 ; Fontenelle-lès-Rougemont en 1542 ; Fontenelles en 1553 ; Fontenelles-les-Montby ou sous Montby jusqu'à la Révolution, puis Fontenelle-Montby.

## Histoire
Accidentellement brûlèrent deux mairies au village, l'une au début du XIXe siècle, l'autre le 13 janvier 1899. Ceci explique l'absence d'archives anciennes dans la commune.

## Politique et administration

### Rattachements administratifs et électoraux

#### Rattachements administratifs
La commune se trouve depuis 1926 dans l'arrondissement de Besançon du département du Doubs.
Elle faisait partie depuis 1801 du canton de Rougemont . Dans le cadre du redécoupage cantonal de 2014 en France, cette circonscription administrative territoriale a disparu, et le canton n'est plus qu'une circonscription électorale.

#### Rattachements électoraux
Pour les élections départementales, la commune fait partie depuis 2014 du canton de Baume-les-Dames
Pour l'élection des députés, elle fait partie de la troisième circonscription du Doubs.

### Intercommunalité
Fontenelle-Montby était membre de la petite  communauté de communes du Pays de Rougemont, un établissement public de coopération intercommunale (EPCI) à fiscalité propre créé en 2001 et auquel la commune avait transféré un certain nombre de ses compétences, dans les conditions déterminées par le code général des collectivités territoriales.
Dans le cadre des dispositions de la loi portant nouvelle organisation territoriale de la République du 7 août 2015, qui prévoit que les établissements publics de coopération intercommunale (EPCI) à fiscalité propre doivent avoir un minimum de 15 000 habitants, cette intercommunalité a fusionné avec sa voisine pour former, le 1er janvier 2017, la communauté de communes des Deux Vallées Vertes dont est désormais membre la commune.

### Liste des maires
| Période                                  | Période                      | Identité       | Étiquette | Qualité       |
| ---------------------------------------- | ---------------------------- | -------------- | --------- | ------------- |
| Les données manquantes sont à compléter. |                              |                |           |               |
| avant 1981                               |                              | Lucien Baverey |           |               |
| Les données manquantes sont à compléter. |                              |                |           |               |
| mars 2001                                | mars 2008                    | Bruno Baverey  |           |               |
| mars 2008                                | mai 2020                     | Denis Girard   | DVD       | Retraité      |
| mai 2020                                 | 2022                         | Emilie Tyrole  |           | Démisionnaire |
| octobre 2022                             | En cours (au 5 janvier 2023) | Pierre Rupp    |           |               |

## Démographie
L'évolution du nombre d'habitants est connue à travers les recensements de la population effectués dans la commune depuis 1793. Pour les communes de moins de 10 000 habitants, une enquête de recensement portant sur toute la population est réalisée tous les cinq ans, les populations de référence des années intermédiaires étant quant à elles estimées par interpolation ou extrapolation. Pour la commune, le premier recensement exhaustif entrant dans le cadre du nouveau dispositif a été réalisé en 2005.

En 2022, la commune comptait 81 habitants, en évolution de −12,9 % par rapport à 2016 (Doubs : +1,88 %, France hors Mayotte : +2,11 %).
| 1793 | 1800 | 1806 | 1821 | 1831 | 1836 | 1841 | 1846 | 1851 |
| ---- | ---- | ---- | ---- | ---- | ---- | ---- | ---- | ---- |
| 137  | 107  | 124  | 164  | 178  | 233  | 226  | 216  | 216  |

| 1856 | 1861 | 1866 | 1872 | 1876 | 1881 | 1886 | 1891 | 1896 |
| ---- | ---- | ---- | ---- | ---- | ---- | ---- | ---- | ---- |
| 215  | 255  | 275  | 255  | 232  | 221  | 201  | 221  | 223  |

| 1901 | 1906 | 1911 | 1921 | 1926 | 1931 | 1936 | 1946 | 1954 |
| ---- | ---- | ---- | ---- | ---- | ---- | ---- | ---- | ---- |
| 191  | 205  | 223  | 183  | 159  | 138  | 151  | 145  | 145  |

| 1962 | 1968 | 1975 | 1982 | 1990 | 1999 | 2005 | 2006 | 2010 |
| ---- | ---- | ---- | ---- | ---- | ---- | ---- | ---- | ---- |
| 126  | 134  | 118  | 104  | 106  | 90   | 103  | 104  | 102  |

| 2015 | 2020 | 2022 | - | - | - | - | - | - |
| ---- | ---- | ---- | - | - | - | - | - | - |
| 94   | 84   | 81   | - | - | - | - | - | - |

## Lieux et monuments
- L'église.
- La fontaine-lavoir-abreuvoir.
- La vieille tour ronde au toit de laves d'une ancienne ferme fortifiée.

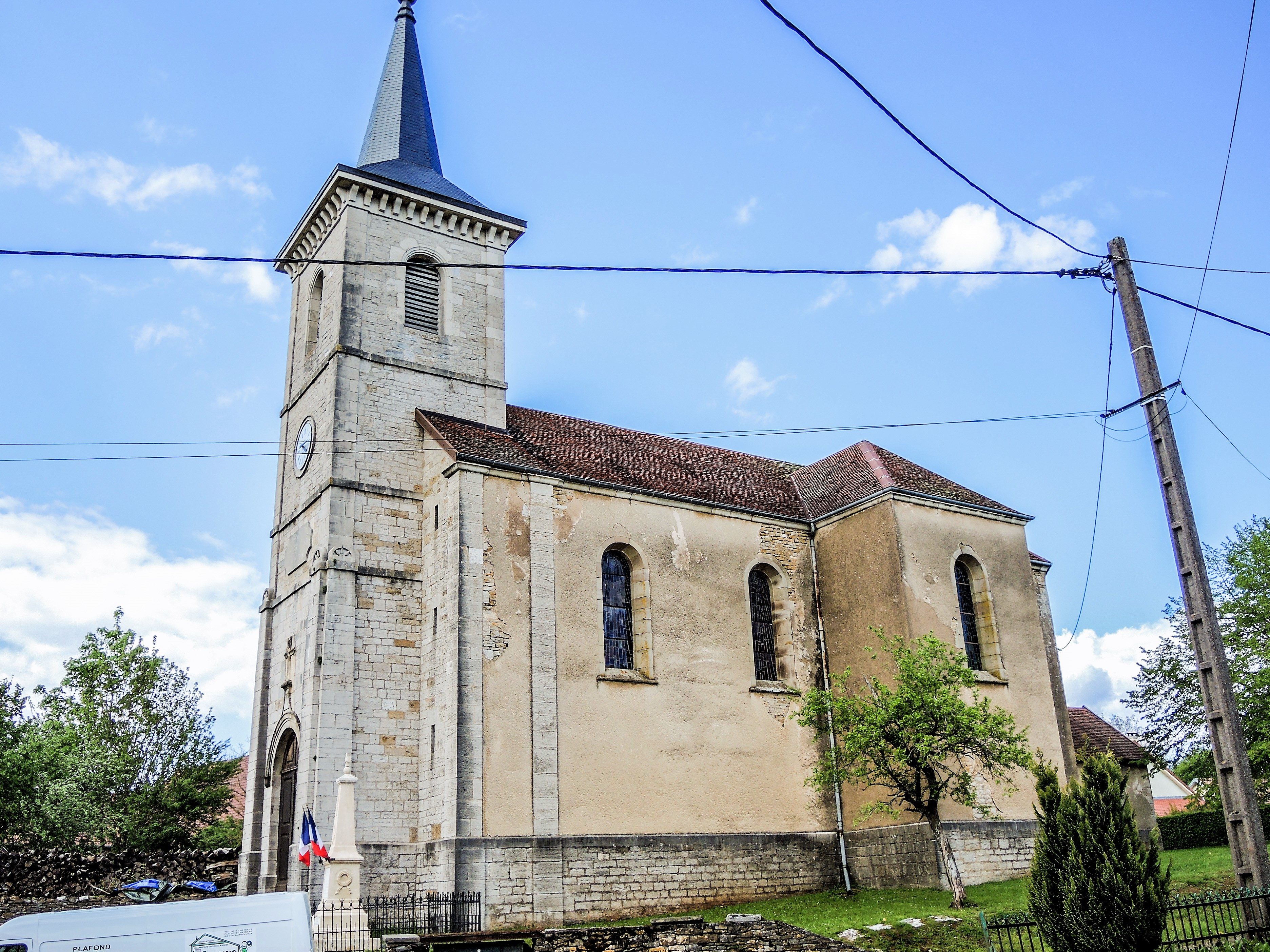
L'église.
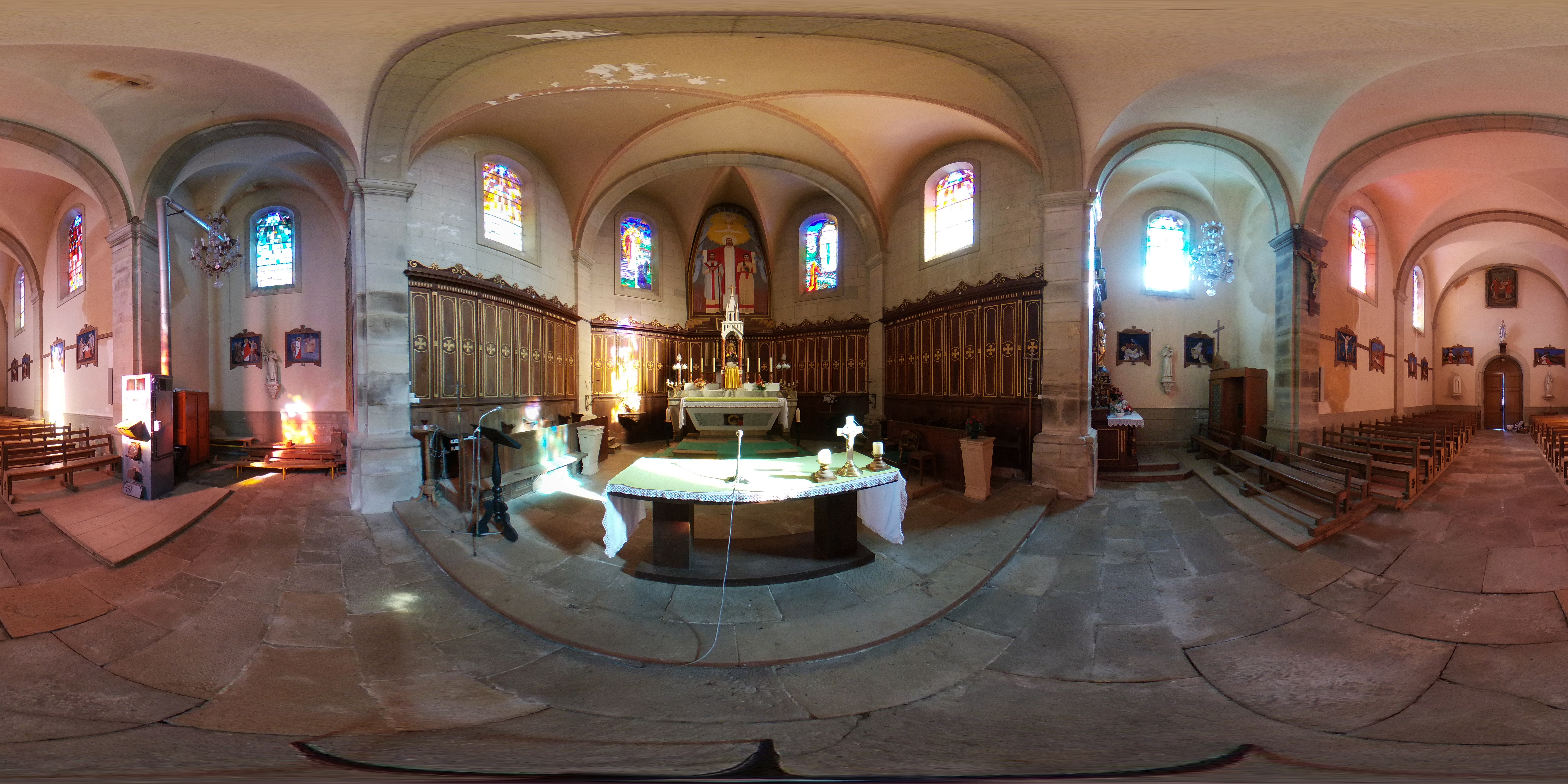
Intérieur de l'église.
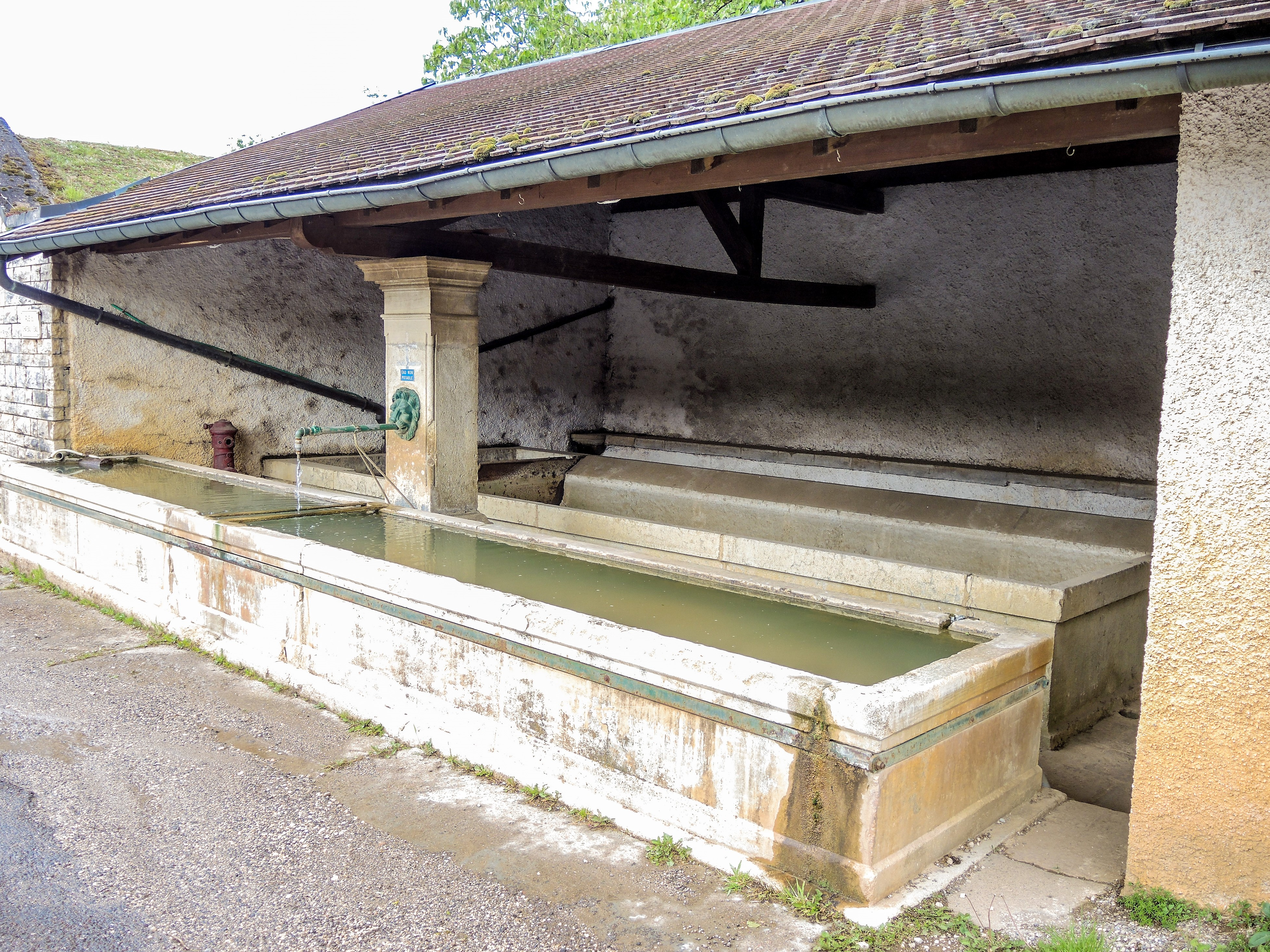
Fontaine-lavoir-abreuvoir couverte.
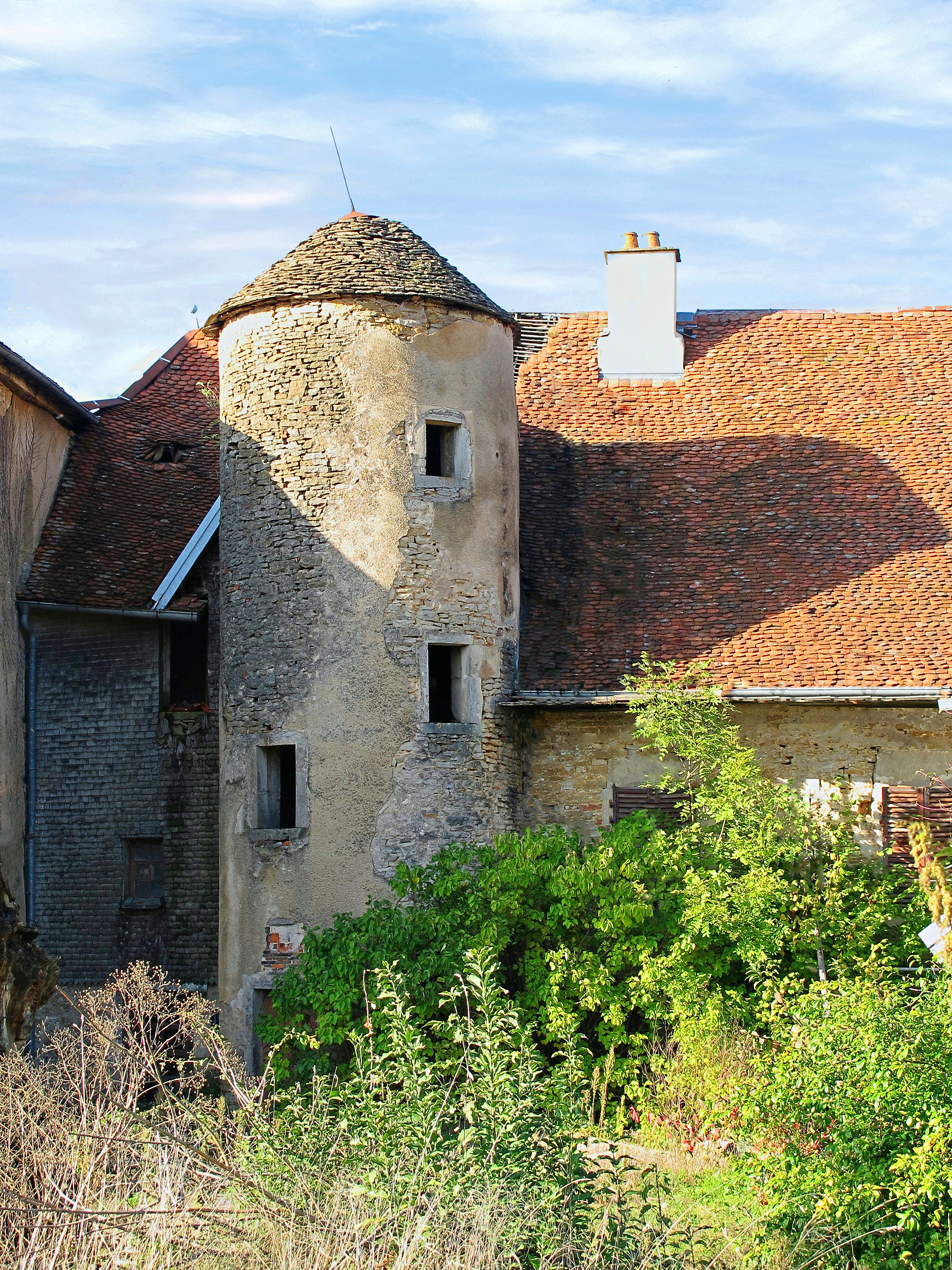
Vieille tour ronde au toit de laves.
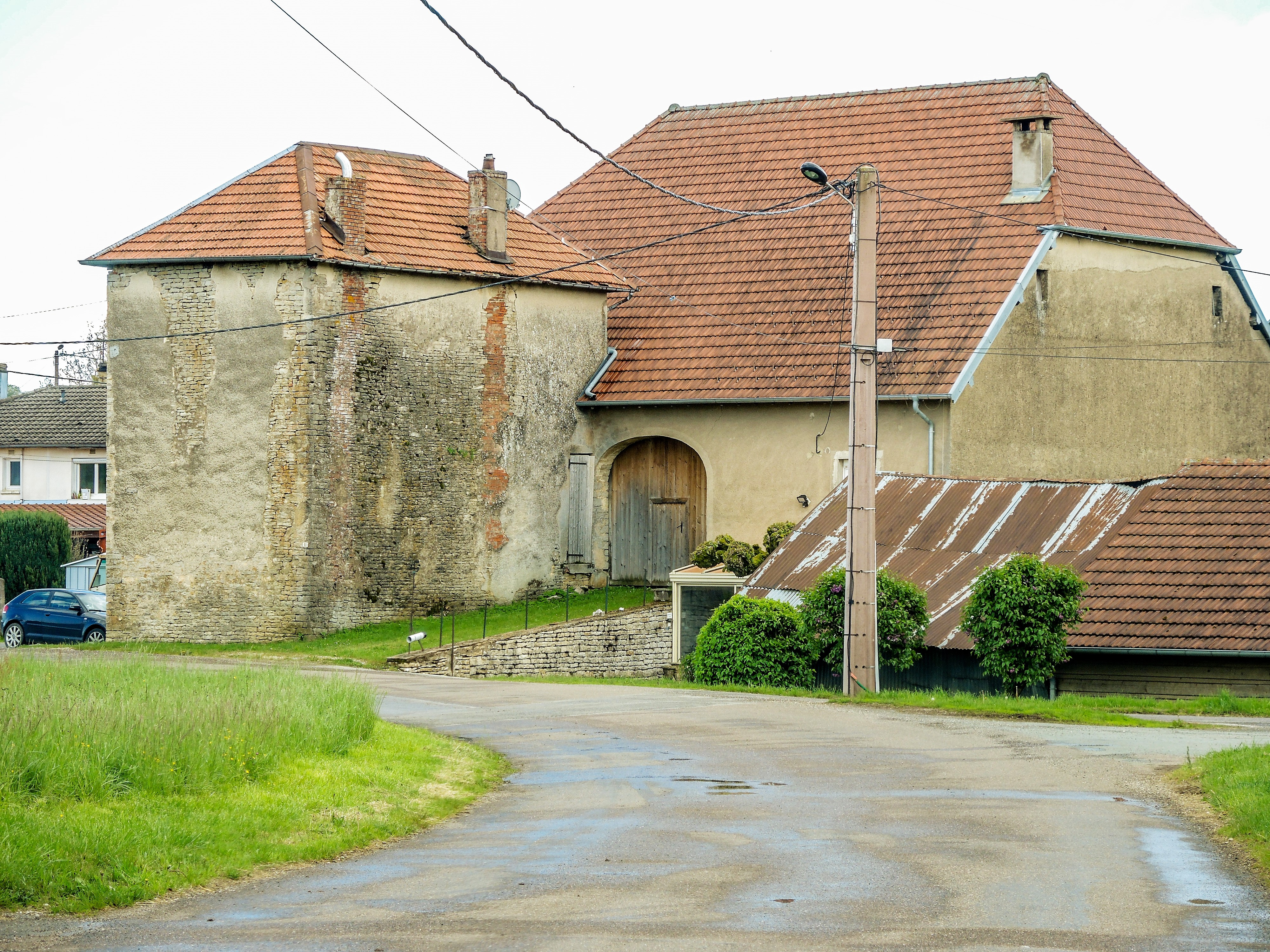
Ferme comtoise